# Maik Heydeck
Maik Heydeck (* 8. September 1965 in Angermünde, Brandenburg) ist ein ehemaliger deutscher Boxer im Superschwergewicht (+91 kg). Er war unter anderem Teilnehmer der Olympischen Spiele 1988 in Seoul.

## Boxkarriere
Heydeck trainierte und boxte für den SC Dynamo Berlin in der DDR-Oberliga, war DDR-Vizemeister 1985, 1986 und 1987 im Schwergewicht, sowie DDR-Vizemeister 1989 im Superschwergewicht. In den Finalkämpfen war er gegen Sven Lange (2×), René Suetovius und René Monse unterlegen. Beim prestigeträchtigen Chemiepokal in Halle (Saale) gewann er 1985, 1986 und 1987 jeweils Bronze, sowie 1990 die Goldmedaille. Weitere Goldmedaillen gewann er beim Berliner TSC-Turnier 1986, 1889, sowie 1990 nach einem Finalsieg über Roberto Balado. Nach der Wiedervereinigung boxte er noch für den Berliner TSC in der 1. Bundesliga.
Bei internationalen Großereignissen war er Teilnehmer der Europameisterschaft 1987 in Turin, wo er im Achtelfinale gegen Andrzej Gołota ausschied, und Teilnehmer der Olympischen Spiele 1988 in Seoul, wo er im Viertelfinale gegen Baik Hyun-man unterlag. Zudem war er Bronzemedaillengewinner der Weltmeisterschaft 1989 in Moskau und der Goodwill Games 1990 in Seattle, wobei er in den Halbfinalkämpfen gegen Roberto Balado bzw. Larry Donald verloren hatte.

## Sonstiges
Der gelernte Maschinen- und Anlagenmonteur wurde später Polizist bei der Polizei Brandenburg und war dort ab 1999 auch Sport- und Zweikampfausbilder. Er ist seit 1987 verheiratet und Vater zweier Töchter.